# Lichitișeni, Bacău
Lichitișeni este satul de reședință al comunei Vultureni din județul Bacău, Moldova, România. La recensământul din 2002 avea o populație de 204 locuitori.